# 경전여객
경전여객(慶全旅客)은 대한민국 경상남도 진주시 문산읍 월아산로 1026에 본사를 둔 버스 회사이다. 경상남도 일대에서 시외버스와 농어촌버스를 운행한다.

## 역사 및 현황
- 1951년 10월 23일: 회사 설립[1]

## 운행 노선
2017년 12월 기준이다. 일부 노선은 농어촌버스처럼 '동일고속'이라는 명칭으로 운행하고 있다.
| 운행업체       | 보유 노선수 | 보유 노선수 | 보유 노선수 | 보유 노선수 | 면허 대수 | 면허 대수 | 면허 대수 | 면허 대수 | 면허 대수 | 면허 대수 |
| -------------- | ----------- | ----------- | ----------- | ----------- | --------- | --------- | --------- | --------- | --------- | --------- |
| 운행업체       | 노선 합계   | 직행        | 일반        | 고속        | 대수 합계 | 직행      | 일반      | 고속      | 우등      | 예비      |
| 경전여객       | 86          | 86          | -           | -           | 146       | 84        | 21        | 20        | 8         | 6         |
| 동일익스프레스 | 24          | 24          | -           | -           | 32        | 17        | 12        | -         | 3         | -         |

### 고속버스
2019년 4월 기준이다. 모든 노선이 시외버스에서 고속버스로 전환된 노선이다.
| 운행 노선     | 공동 운행사 | 운행구간 | 운행구간 | 운행구간 | 경유지               | 운행 대수 | 운행 대수 | 비고                                                                                        |
| 운행 노선     | 공동 운행사 | 운행구간 | 운행구간 | 운행구간 | 경유지               | 일반      | 우등      | 비고                                                                                        |
| ------------- | ----------- | -------- | -------- | -------- | -------------------- | --------- | --------- | ------------------------------------------------------------------------------------------- |
| 대구 ↔ 삼천포 |             | 서대구   | ↔        | 삼천포   | 사천                 | 1         | 2         | 2014년 9월 29일 고속버스로 전환 인가 2014년 11월 19일 신설 2015년 9월 23일 우등 감차        |
| 대구 ↔ 진주   |             | 서대구   | ↔        | 진주     | 개양                 | -         | 3         | 2014년 9월 29일 고속버스로 전환 인가                                                        |
| 대전 ↔ 진주   |             | 대전     | ↔        | 진주     |                      | 1         | 9         |                                                                                             |
| 천안 ↔ 진주   | 삼흥고속    | 천안     | ↔        | 진주     | 인삼랜드휴게소, 개양 | 1         | 2         | 2012년 4월 6일 중앙고속에서 양수 2014년 1월 10일 노선 연장 및 우등 1대 일반전환             |
| 천안 ↔ 창원   | 삼흥고속    | 천안     | ↔        | 창원     | 마산                 | 1         | 3         | 2014년 9월 29일 고속버스로 전환 인가 2015년 9월 23일 운행경로 변경 2016년 3월 2일 우등 증차 |

### 시외버스
남서울 출발 노선
- 남서울 ↔ 사천 ↔ 삼천포
- 남서울 ↔ 칠원 ↔ 함안 ↔ 군북(39사단)
- 남서울 ↔ 성주 ↔ 고령 ↔ 합천 ↔ 의령
- 남서울 ↔ 진해 ↔ 진해경찰서 ↔ 용원 (일부시간대 현풍 및 마산남부 경유, 천일여객, 고려여객 공동 배차)
- 남서울 ↔ 칠원 ↔ 마산남부

대전 출발 노선
- 대전 ↔ 사천 ↔ 삼천포(일부 시간대 진주 경유)

서대구 출발 노선
- 서대구 ( ↔ 동광양 or 광양) ↔ 순천 ↔ 여수
- 서대구 ↔ 고령 ↔ 가야 ↔ 해인사 (거창고속, 대원고속 공동 배차)
- 서대구 ↔ 개양 ↔ 진주과학대 ↔ 진주

진주 출발 노선
- 진주시외 ↔ 대전
- 진주 ↔ 대전 ↔ 유성 ↔ 세종[4]
- 진주 ↔ 사천 ↔ 삼천포(직통과 완행으로 나뉨, 부산교통, 경원여객 공동 배차)
- 진주 ↔ 통영 (경원여객, 대한여객, 거제현대고속 공동 배차)
- 진주 ↔ 고성 ↔ 통영 (경원여객, 대한여객, 거제현대고속 공동 배차)
- 진주 ↔ 사천 ↔ 고성 ↔ 통영 (경원여객, 대한여객, 거제현대고속 공동 배차)
- 진주 ↔ 진교 ↔ 동광양 ↔ 광양 (경원여객. 부산교통, 영화여객, 금호고속 공동 배차)
- 진주 ↔ 진교 ↔ 순천 (부산교통, 금호고속 공동 배차)
- 진주 ↔ 경주 ↔ 포항 (금아여행 공동 배차)
- 진주 ↔ 의령 ↔ 신반 ↔ 구지 ↔ 현풍 ↔ 서대구(일부시간대 상정 경유, 의령 종착)
- 진주 ↔ 삼가 ↔ 합천 ↔ 고령 ↔ 서대구
- 진주 ↔ 삼가 ↔ 합천 ↔ 해인사
- 진주 ↔ 산청 ↔ 함양 ↔ 거창 (대한여객, 부산교통, 영화여객, 경원여객, 거창고속 공동 배차)
- 진주 ↔ 창원( 대한여객, 부산교통, 영화여객 경원여객, 거창고속, 신흥여객, 전북고속 공동 배차)[5]
- 진주 ↔ 마산 (전북고속, 대한여객, 부산교통, 영화여객, 경원여객, 거창고속, 신흥여객 공동 배차)
- 진주 ↔ 함안 (부산교통, 영화여객, 대한여객 공동 배차)
- 진주 ↔ 진교 ↔ 남해 (남흥여객, 부산교통 공동 배차)
- 진주 ↔ 김해 (부산교통, 신흥여객과 공동운행)
- 진주 ↔ 사천 ↔ 사촌

마산 출발 노선
- 마산 ↔ 함안(일부시간대 군북 종착 및 군북 경유 의령 종착, 신흥여객 공동 배차)
- 마산 ↔ 월촌 ↔ 정암 ↔ 의령 (태영고속, 신흥여객 공동 배차)
- 마산 ↔ 대산 ↔ 신반 ↔ 적교 ↔ 청덕 ↔ 초계

서부산 출발 노선
- 서부산 ↔ 마산 ↔ 칠원 ↔ 대산 ↔ 신반 ↔ 초계
- 서부산 ↔ 신당 ↔ 함안
- 서부산 → 진주 ( 부산교통 대한여객 공동배차)
- 서부산 ↔ 월촌 ↔ 정암 ↔ 의령 ↔ 삼가 ↔ 합천 (태영고속 공동배차 )
- 서부산 ↔ 진주 ↔ 산청 ↔ 함양 ↔ 장계 (대한여객 공동배차)
- 서부산 ↔ 진주 ↔ 원지 ↔ 산청 ↔ 양촌 ↔ 생초 ↔ 수동 ↔ 함양 ↔ 안의 ↔ 서상 ↔ 장계 ↔ 진안

기타 출발 노선
- 통영 ↔ 고성 ↔ 사천 ↔ 천안
- 고현 ↔ 용원 ↔ 웅동 ↔ 진해 (동아여객 공동 배차)
- 남마산 ↔ 진동 ↔ 여항 ↔ 함안면 ↔ 함안
- 합천 ↔ 해인사(농어촌버스 운행)
- 고현 ↔ 용원 ↔ 진해
- 김해 ↔ 장유 ↔ 내서 ↔ 마산대 ↔ 함안 (김해여객, 태영고속 공동 배차, 2017년 4월 7일 신설)

### 함안 농어촌버스
2008년 2월 25일부터 함안군 가야읍 말산리 58-103번지에 위치한 경전여객 함안영업소가 전담하여 운행중에 있으며, 동일익스프레스(동일고속)라는 법인명칭으로 등록되어 있다. 노선 번호나 운임 체계는 창원시내버스와 동일하나, 환승 할인은 적용되지 않는다. 이 노선들은 과거에는 마산시외버스터미널, 마산남부시외버스터미널과 함안시외버스터미널, 칠원 등지를 오가며 운행했던 완행 시외버스 노선이었다. 아래는 현재 운행중인 노선 일람이다. 과거 시외버스 노선에서 계승 된 것이기 때문에, 시외버스 노선과 동일하게 시종착점을 추가로 표기한다. 주 운행노선을 중심으로 표기하며, 자세한 경로는 각각의 해당 문서에 서술되어 있다.
- 113-1번 노선은 일부시간대 한국전력공사 마산지점, 차룡119안전센터를 경유하여 창원종합버스터미널까지 운행하기도 하며 삼칠, 대산, 천계, 남양, 운곡, 이룡, 검단, 내봉촌, 남지 등 시간대에 따라 경유지 및 종점이 변경된다.
- 114-1번, 252-2번 노선은 일부시간대 군북면까지 운행하기도 하며 114-1번의 경우 일부시간대 한국전력공사 마산지점, 차룡119안전센터를 경유하여 창원종합버스터미널까지 운행되기도 한다.
- 250-1번 노선의 경우 평소 경상남도 함안군 칠원읍 구성리 용산사거리나 칠서면 무릉리 에이스아파트까지 운행되고, 일부시간대는 평림마을을 경유하여 대산면, 칠서면 이룡, 칠북면까지 운행되기도 한다.

- ● 113-1번 : 마산 ↔ 북성초교 ↔ 중리 ↔ 코오롱A ↔ 칠원 ↔ 삼칠, 대산
- ● 114-1번 : 마산 ↔ 북성초교 ↔ 중리 ↔ 마산대학 ↔ 산인 ↔ 함안가야
- ● 250-1번 : 남마산 ↔ 마산합포구청 ↔ 어시장 ↔ 회산교 ↔ 중리 ↔ 코오롱A ↔ 칠원 ↔ 에이스A
- ● 252-2번 : 남마산 ↔ 마산합포구청 ↔ 어시장 ↔ 회산교 ↔ 중리 ↔ 마산대학 ↔ 산인 ↔ 함안가야

### 함안군 관내농어촌버스
- 함안군 관내 농어촌버스는 함안시외버스터미널에서 출발하며 배차간격이 길고 시간대에 따라 경로가 변경된다. 관내 버스는 터미널에서 승차할 경우 승차권으로 이용할 수 있으며 매표소가 없을 경우 현금이나 교통카드를 이용하여 승차할 수 있다. 하지만, 창원시내버스와의 교통카드 환승 할인은 불가능하다.

### 의령군 관내농어촌버스
- 의령군 관내 농어촌버스는 의령시외버스터미널에서 출발하며 배차간격이 길고 시간대에 따라 경로가 변경된다. 관내 버스는 터미널에서 승차할 경우 승차권으로 이용할 수 있으며 매표소가 없을 경우 현금이나 교통카드를 이용하여 승차할 수 있다.

## 운행 차량

#### 기아
- 기아 뉴 그랜버드 그린필드
- 기아 뉴 그랜버드 파크웨이
- 기아 뉴 그랜버드 선샤인

#### 현대자동차
- 현대 뉴 슈퍼에어로시티
- 현대 유니버스 익스프레스 프라임
- 현대 유니버스 익스프레스 노블
- 현대 유니버스 스페이스 럭셔리
- 현대 유니버스 스페이스 엘레강스
- 현대 유니버스 익스프레스 프레스티지

## 갤러리

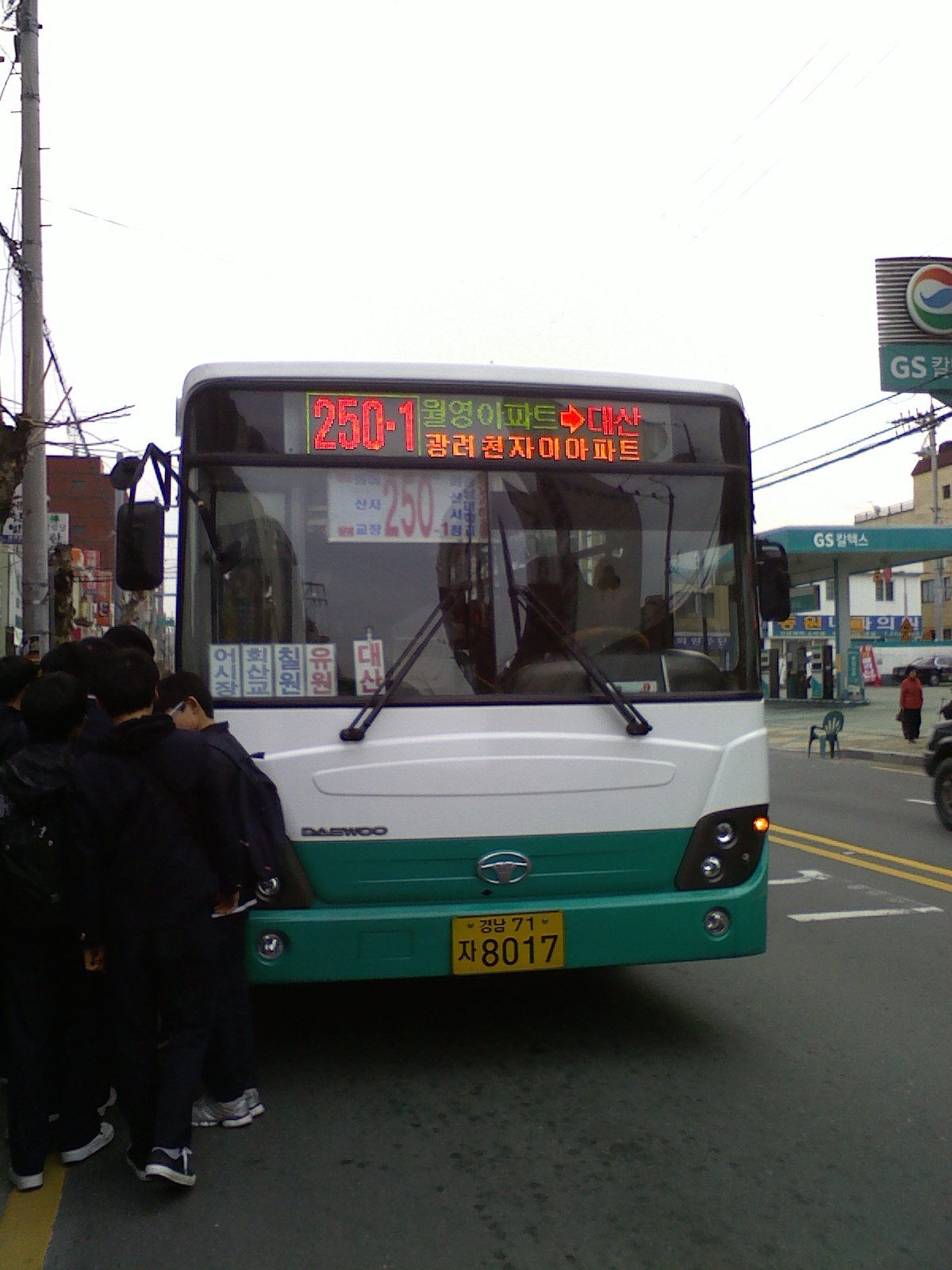
함안농어촌버스 250-1번
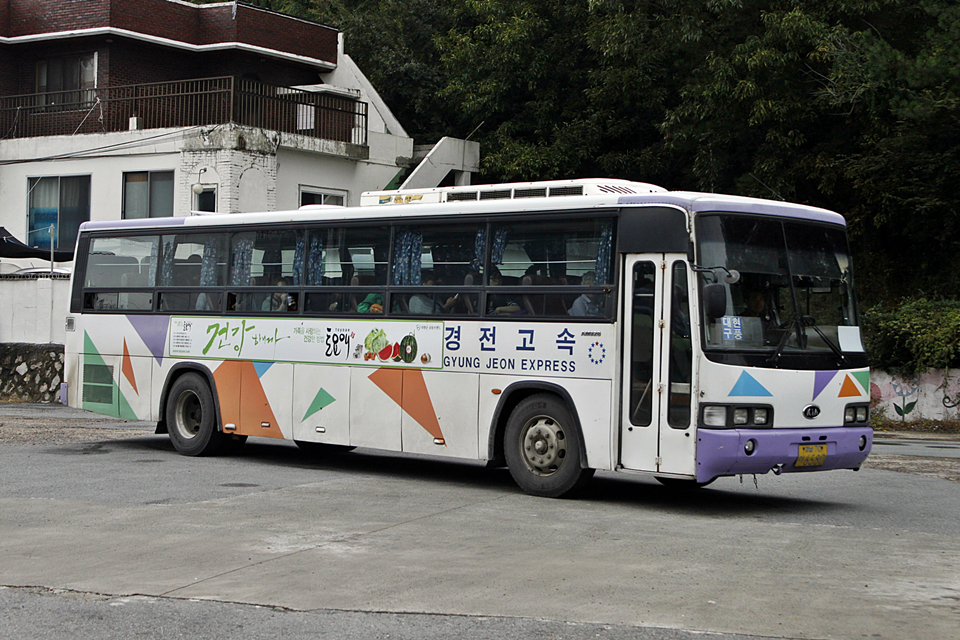
시외버스(기아 AM928) (대차 전)
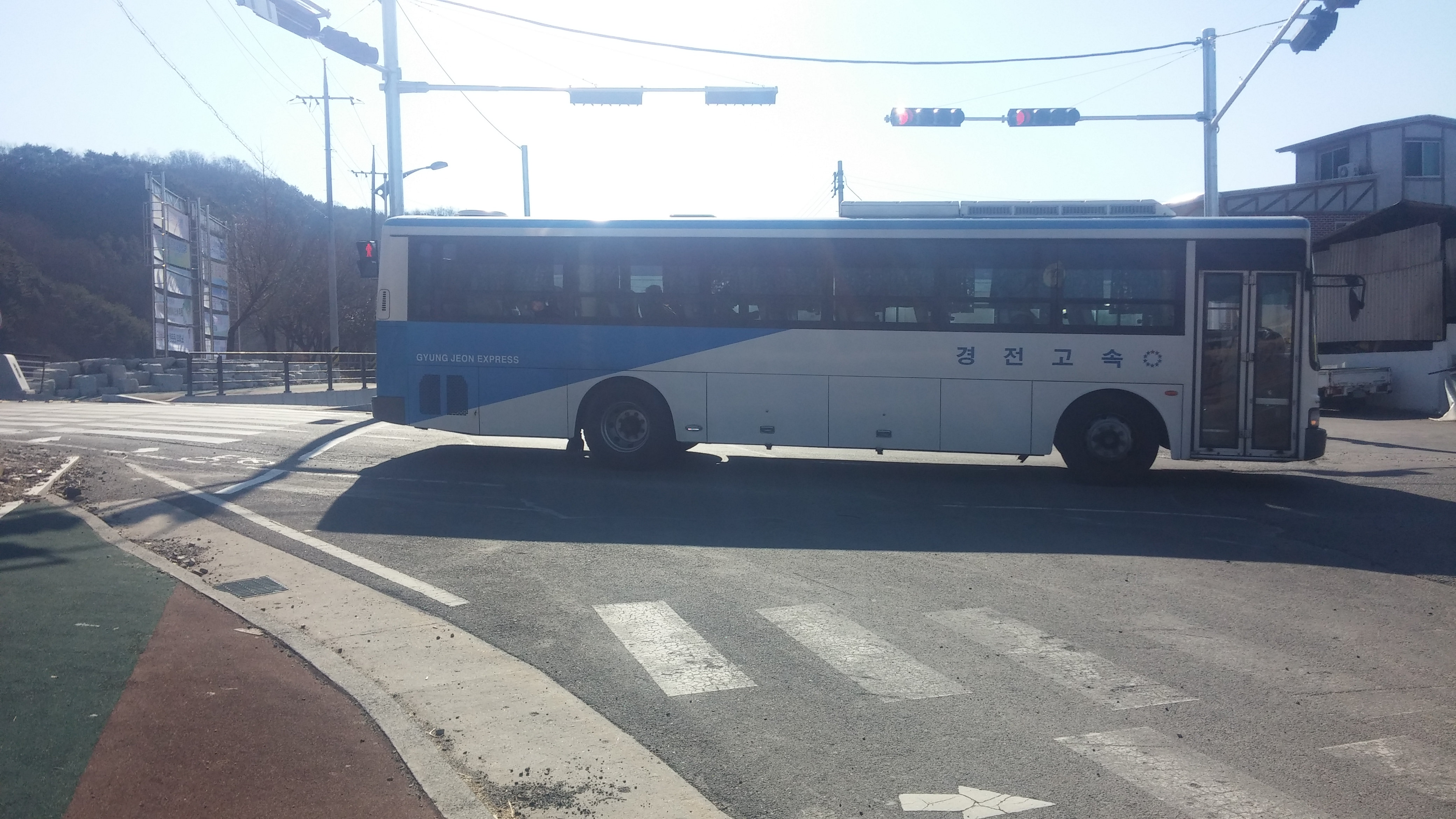
시외버스(현대 슈퍼 에어로 시티)
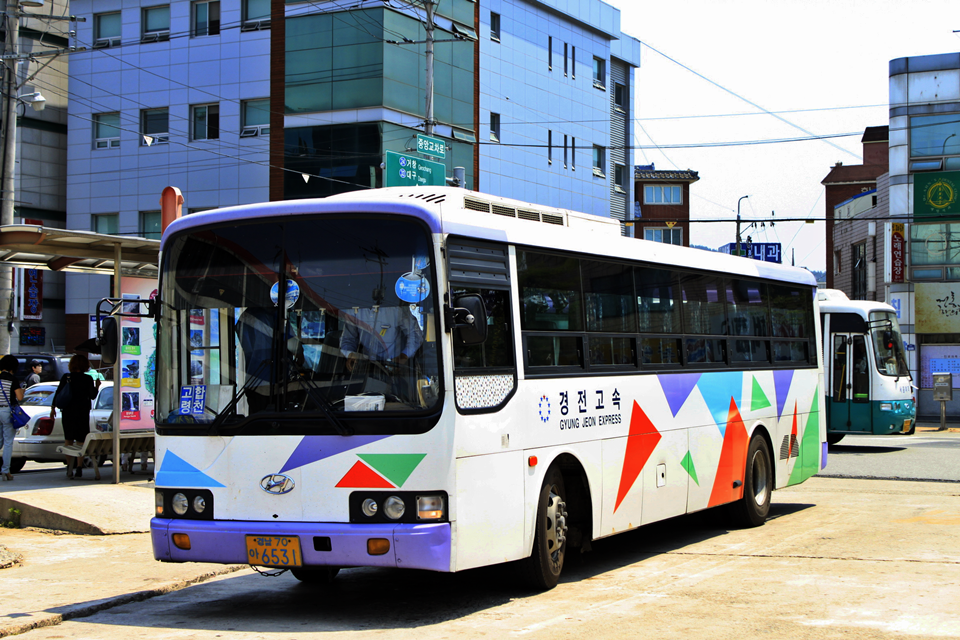
경전고속 소속 현대 슈퍼에어로시티 (대차 전)
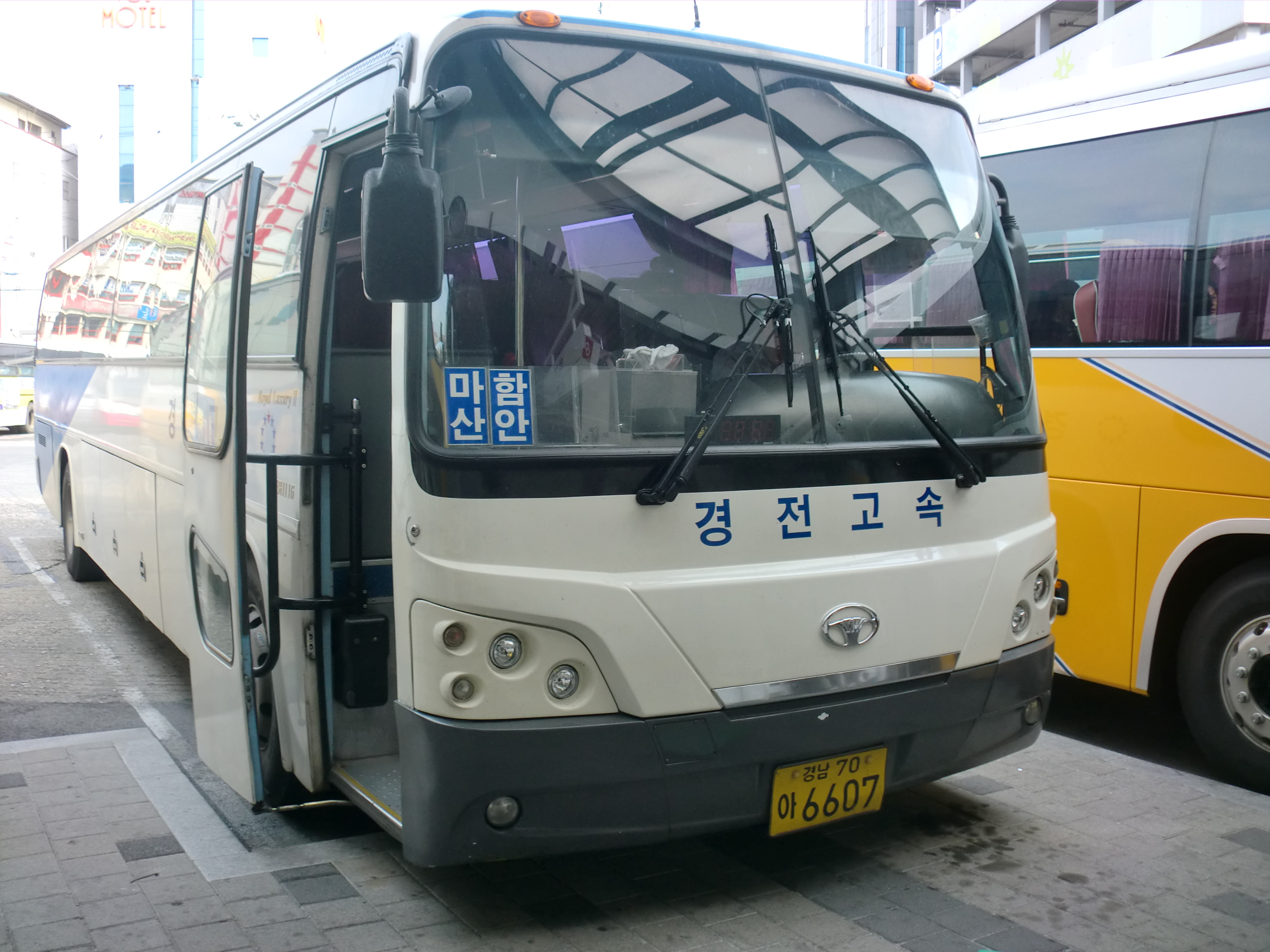
경전고속